# Joanna Zeiger
Joanna Sue Zeiger (Baltimore, 4 de mayo de 1970) es una deportista estadounidense que compitió en triatlón.
Ganó una medalla de bronce en el Campeonato Mundial de Triatlón de 2001 y dos medallas de plata en el Campeonato Panamericano de Triatlón, en los años 2001 y 2004. Además, obtuvo una medalla de oro en el Campeonato Mundial de Ironman 70.3 de 2008.

## Palmarés internacional
| Campeonato Mundial      | Campeonato Mundial       | Campeonato Mundial | Campeonato Mundial |
| Año                     | Lugar                    | Medalla            | Prueba             |
| ----------------------- | ------------------------ | ------------------ | ------------------ |
| 2001                    | Edmonton (Canadá)        | Medalla de bronce  | Individual         |
| Campeonato Panamericano |                          |                    |                    |
| Año                     | Lugar                    | Medalla            | Prueba             |
| 2001                    | Orlando (Estados Unidos) | Medalla de plata   | Individual         |
| 2004                    | Acapulco (México)        | Medalla de plata   | Individual         |

| Campeonato Mundial | Campeonato Mundial          | Campeonato Mundial | Campeonato Mundial |
| Año                | Lugar                       | Medalla            | Prueba             |
| ------------------ | --------------------------- | ------------------ | ------------------ |
| 2008               | Clearwater (Estados Unidos) | Medalla de oro     | Individual         |